# Кихтолка (приток Солки)
Кихтолка — река в России, протекает по Кингисеппскому району Ленинградской области. Устье реки находится в 7 км по правому берегу реки Солки. Длина реки составляет 19 км.

## Данные водного реестра
По данным государственного водного реестра России относится к Балтийскому бассейновому округу, водохозяйственный участок реки — Луга от в/п Толмачево до устья. Относится к речному бассейну реки Нарва (российская часть бассейна).
Код объекта в государственном водном реестре — 01030000612102000026626.